# 北黄土沟站
北黄土沟站是一个大准线上的铁路车站，位于内蒙古自治区丰镇市新城湾乡北黄土沟，建于1996年，目前为四等站，邮政编码为012105。目前客运：办理旅客乘降；不办理行李、包裹托运；不办理货运营业。